# Goniocyclops
Goniocyclops – rodzaj widłonogów z rodziny Cyclopidae. Nazwa naukowa tego rodzaju skorupiaków została opublikowana w 1955 roku przez niemieckiego zoologa Friedricha Kiefera.

## Podział systematyczny
Do rodzaju należą następujące gatunki:
- Goniocyclops alter Kiefer, 1955
- Goniocyclops arenicola Dussart, 1984
- Goniocyclops primus Kiefer, 1955